# Alexeï Vinogradov
 (septembre 2023).
La mise en forme du texte ne suit pas les recommandations de Wikipédia : il faut le « wikifier ».
Les points d'amélioration suivants sont les cas les plus fréquents. Le détail des points à revoir est peut-être précisé sur la page de discussion.
- Les titres sont pré-formatés par le logiciel. Ils ne sont ni en capitales, ni en gras.
- Le texte ne doit pas être écrit en capitales (les noms de famille non plus), ni en gras, ni en italique, ni en « petit »…
- Le gras n'est utilisé que pour surligner le titre de l'article dans l'introduction, une seule fois.
- L'italique est rarement utilisé : mots en langue étrangère, titres d'œuvres, noms de bateaux, etc.
- Les citations ne sont pas en italique mais en corps de texte normal. Elles sont entourées par des guillemets français : « et ».
- Les listes à puces sont à éviter, des paragraphes rédigés étant largement préférés. Les tableaux sont à réserver à la présentation de données structurées (résultats, etc.).
- Les appels de note de bas de page (petits chiffres en exposant, introduits par l'outil «  Source ») sont à placer entre la fin de phrase et le point final[comme ça].
- Les liens internes (vers d'autres articles de Wikipédia) sont à choisir avec parcimonie. Créez des liens vers des articles approfondissant le sujet. Les termes génériques sans rapport avec le sujet sont à éviter, ainsi que les répétitions de liens vers un même terme.
- Les liens externes sont à placer uniquement dans une section « Liens externes », à la fin de l'article. Ces liens sont à choisir avec parcimonie suivant les règles définies. Si un lien sert de source à l'article, son insertion dans le texte est à faire par les notes de bas de page.
- La présentation des références doit suivre les conventions bibliographiques. Il est recommandé d'utiliser les modèles {{Ouvrage}}, {{Chapitre}}, {{Article}}, {{Lien web}} et/ou {{Bibliographie}}. Le mode d'édition visuel peut mettre en forme automatiquement les références.
- Insérer une infobox (cadre d'informations à droite) n'est pas obligatoire pour parachever la mise en page.

Pour une aide détaillée, merci de consulter Aide:Wikification.
Si vous pensez que ces points ont été résolus, vous pouvez retirer ce bandeau et améliorer la mise en forme d'un autre article.
Alexeï Ivanovitch Vinogradov (en russe : Алексей Иванович Виноградов, 12 février 1899 - 11 janvier 1940) est un kombrig (en) (équivalent de général de brigade) soviétique et commandant de la 44e division de fusiliers (en). Son unité participe à l'invasion soviétique de la Pologne et à la guerre d'Hiver contre les Finlandais. L'unité est détruite lors de la bataille de la route de Raate et Vinogradov est exécuté par l'armée soviétique pour cet échec.

## Biographie

### Enfance et éducation
Alexeï Vinogradov est né dans une famille d'origine russe dans le village de Jiganovo, dans le gouvernement de Tver. Il commence sa carrière militaire comme simple soldat dans l'Armée rouge sur le front oriental de la guerre civile russe en mars 1919. Il est diplômé du cours d'infanterie soviétique en Ukraine en 1922 et du cours le plus élevé de chimie à Tver en 1924.
Vinogradov a servi comme chef de peloton et plus tard comme commandant de compagnie et officier d'état-major de régiment entre 1922 et 1937 avant d'accéder au poste de commandant de régiment 1937-1938.

### Seconde Guerre mondiale
Pendant les grandes purges de 1938-1939, Vinogradov faisait partie de la réserve du commandant. Il a été promu au grade de kombrig et nommé commandant de la 44e division de fusiliers par le district militaire de Kiev.
Lors de la bataille de Suomussalmi en janvier 1940, la 163e division soviétique de la 9e armée fut piégée au plus profond du territoire finlandais et la 44e division de fusiliers dirigée par Vinogradov fut envoyée pour briser l'encerclement. Les premières attaques de la 44e Division furent repoussées par les Finlandais et les plans d'attaque ultérieurs furent annulés par Vinogradov.
La 44e Division trouva également sa ligne de ravitaillement coupée et comme les soldats souffrait de la faim, Vinogradov demanda le soutien immédiat du quartier général de la 9e armée dans la soirée du 3 janvier. Après que le commandant du bataillon Pashutov eut déclaré à Vinogradov que ses hommes affamés ne seraient pas aptes au combat sans de nouvelles fournitures, Vinogradov lui ordonna de nourrir les troupes, mais cet ordre ne put être exécuté et une partie des troupes de la 44e division fut laissée en permanence à l'intérieur de l'encerclement de Haukila.
Le contact radio du quartier général de la 9e armée avec les troupes encerclées fut coupé le 6 janvier et Vinogradov fut autorisé à agir selon sa volonté tant qu'il ne restait aucun équipement à capturer par les Finlandais. Vinogradov ordonna une retraite vers l'est en marchant du côté nord de la route de Raate. Les formations d'artillerie de la 44e Division durent cependant battre en retraite en empruntant la route qu'elles trouvèrent coupée par les troupes finlandaises. Le chaos s’ensuit, et de lourdes pertes soviétiques et des pertes de matériel s'ensuivent. Selon un rapport soviétique, la 44e Division a perdu 4 674 hommes sur 13 962 , alors que les sources finlandaises estiment entre 7 000 et 9 000 tués.
La Stavka (haut commandement militaire) a ordonné un rapport sur l'incident et le conseil de guerre de la 9e armée a blâmé la décision d'amener les véhicules de transport près de la ligne de front, car cela obligeait la 44e division à défendre ses colonnes de ravitaillement. Le conseil de guerre de la 9e armée a imputé la défaite au commandant du 146e régiment d'infanterie, Piotr V. Iyevlev et à son état-major. La Stavka a cependant décidé que Alexeï Vinogradov, son chef d'état-major, le colonel Volkov, et le chef du département politique Pakhomov étaient responsables et devaient être exécutés.
Alexeï Vinogradov et les deux membres du personnel ont été exécutés par un peloton d'exécution devant les membres survivants de la 44e Division à Vajenvaara le 11 janvier 1940. Il a été réhabilité par décision du district militaire de Léningrad du 17 novembre 1990.